# Josh Davis (nadador)
Josh Davis (San Antonio, Texas, 1 de septiembre de 1972) es un nadador estadounidense retirado especializado en pruebas de estilo libre, ganador de cinco medallas olímpicas —tres de ellas de oro— entre las Olimpiadas de campeón olímpico en 1996 y Sídney 2000.

## Carrera deportiva
En los Juegos Olímpicos de Atlanta 1996 ganó tres medallas de oro: en 4x100 metros libre —por delante de Rusia y Alemania (bronce), en los 4x200 metros libre —por delante de Suecia y Alemania (bronce)— y en los 4x100 metros estilos, por delante de Rusia y Australia (bronce).
Cuatro años después, en las Olimpiadas de Sídney 2000 ganó dos medallas de plata: en 4x100 metros libres —tras Australia y por delante de Brasil— y en 4x200 metros libre, de nuevo tras Australia y por delante de Países Bajos (bronce).